# Rathaus (Bad Grönenbach)

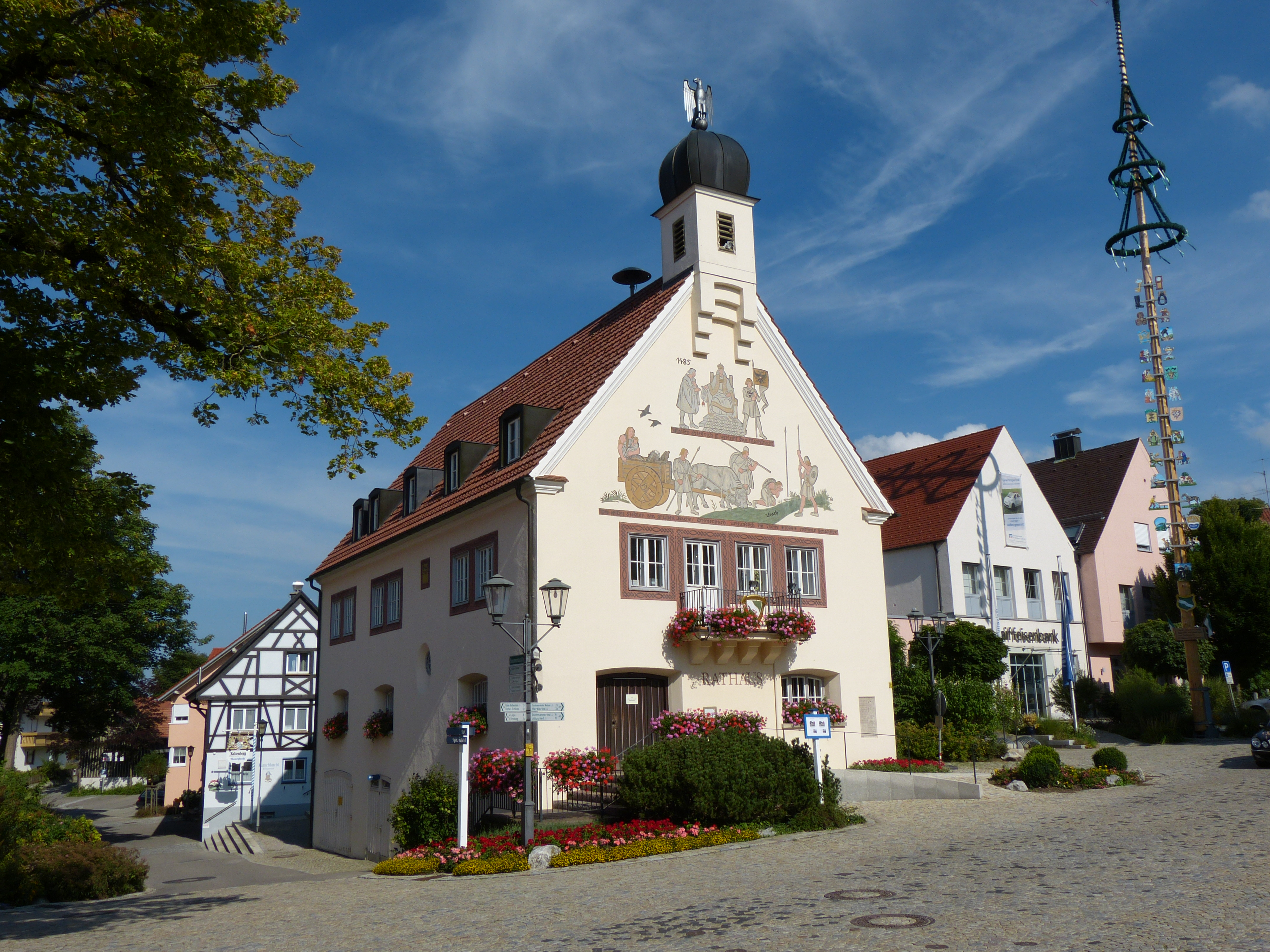
Rathaus in Bad Grönenbach

Das Rathaus in Bad Grönenbach im Landkreis Unterallgäu im bayerischen Regierungsbezirk Schwaben wurde in den Jahren 1936/1937 erbaut. Bis zum Jahr 1808 befand sich an dieser Stelle das Leprosenhaus. In diesem Jahr erwarb der Markt das Gebäude. Die unteren Räume dienten fortan der Feuerwehr zur Aufbewahrung der Geräte. Im oberen Teil des Gebäudes wurde das Ratsstüble eingerichtet. Unter Bürgermeister Matthäus Wiedenmayer wurde dann im Jahr 1936 das noch heute genutzte Rathaus errichtet. Der Bau besitzt ein Kuppeltürmchen sowie einen Balkon mit dem Grönenbacher Wappen an der Westseite hin zum Marktplatz. Die auf der Westseite unter dem Giebel angebrachten Sgraffito wurden vom Kunstmaler Ludwig Eberle geschaffen. Das obere Bild zeigt die Verleihung des Marktrechtes an Grönenbach im Jahr 1485 durch Kaiser Friedrich III., das untere Bild stellt die Landnahme an der „grünen Ach“ dar. Die grüne Ach war Namensgeber für Grönenbach und verlief ursprünglich im Bereich der heutigen Sonnenstraße. An der Westseite wurde 1987 eine Gedenktafel anlässlich der Aufnahme von rund 1.000 Vertriebenen aus den ehemaligen Ostgebieten (Schlesien, Ostpreußen, …) in den Jahren 1945–1947 in Grönenbach und Zell angebracht. Das Rathaus in Bad Grönenbach steht unter Denkmalschutz.

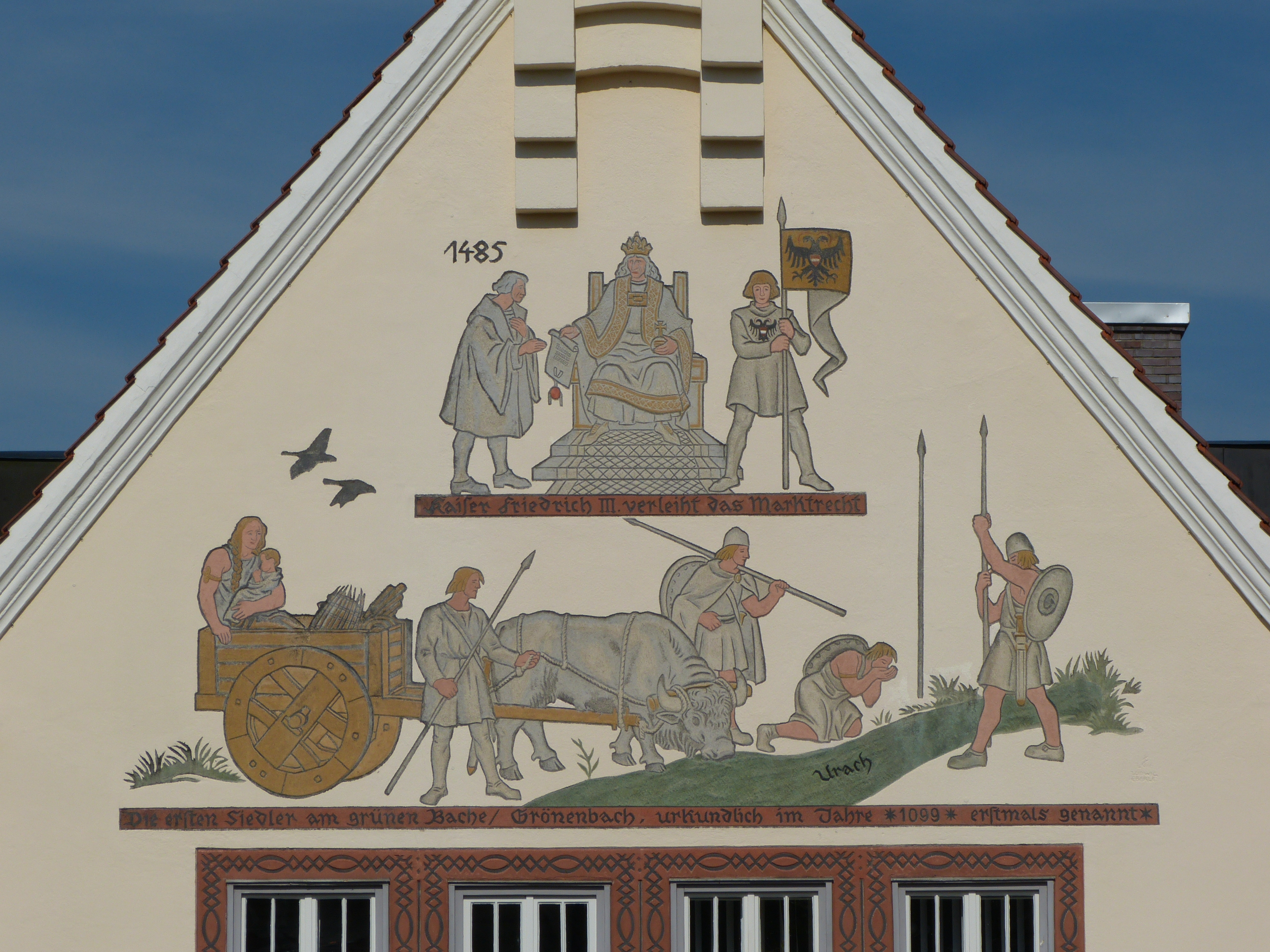
Verleihung des Marktrechts 1485 und Landnahme an der grünen Ach am Rathaus in Bad Grönenbach
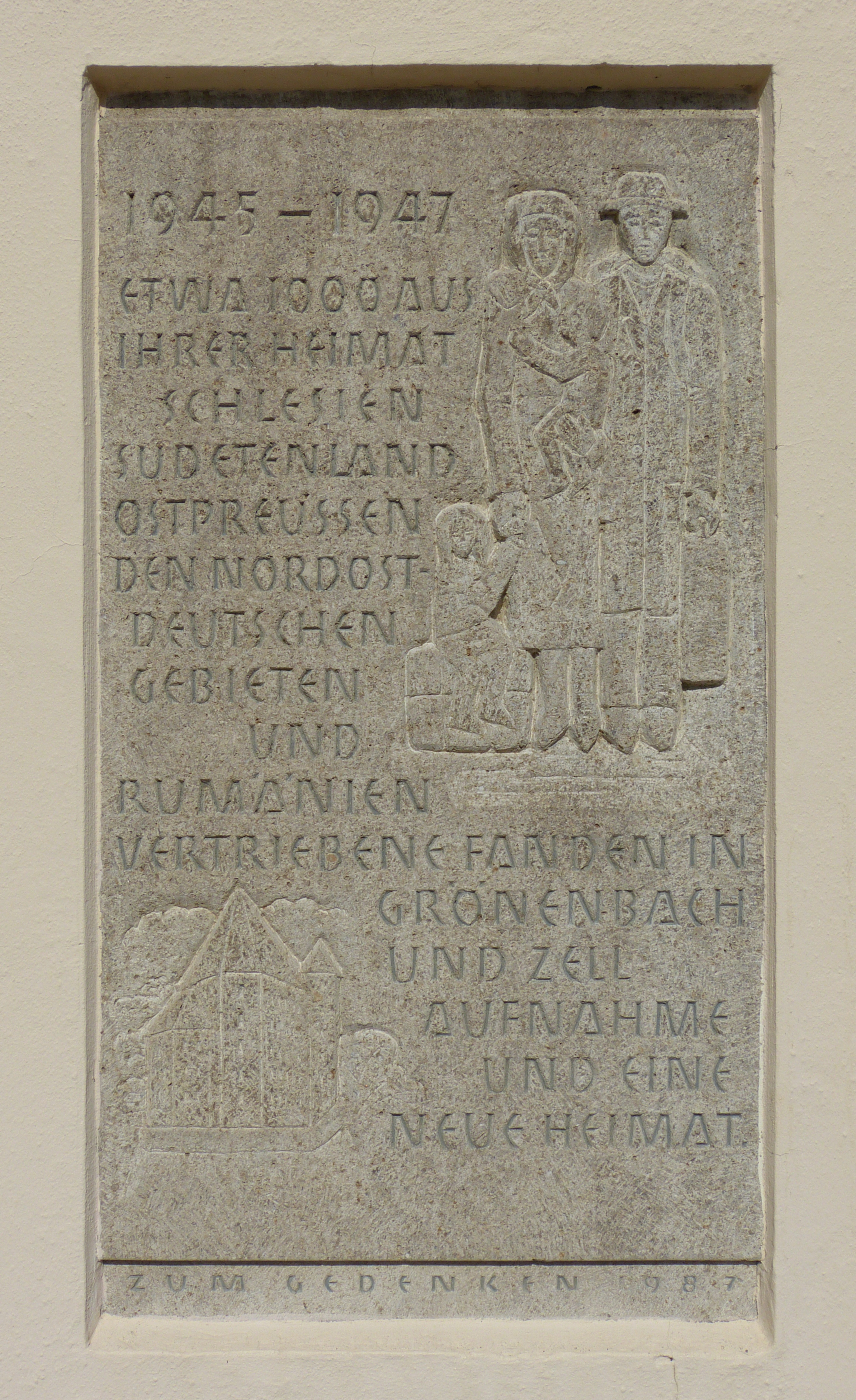
Gedenktafel an die Aufnahme von Vertriebenen in den Jahren 1945–1947